# Lagerumschlagshäufigkeit
Die Lagerumschlagshäufigkeit ist eine betriebswirtschaftliche Kennzahl, die angibt, wie oft ein durchschnittlicher Lagerbestand während eines Geschäftsjahres komplett aus einem Lager entnommen und ersetzt wurde. Sie kann für die gesamte Lagerwirtschaft eines Unternehmens berechnet werden oder für Teile des Lagers. Auch die Berechnung für einzelne Produkte ist möglich; in diesem Fall nennt man die Kennzahl als Kehrwert Warenrotation. Ein Synonym für Lagerumschlagshäufigkeit ist „Umschlagskoeffizient“. Die Lagerumschlagshäufigkeit wird in der Bilanzanalyse zu den Umschlagskennzahlen gerechnet.

## Allgemeines
Insbesondere für vorratsintensive Unternehmen, bei denen die Vorratshaltung eine große Rolle spielt, ist die Lagerumschlagshäufigkeit von großer Bedeutung. Die intensive Vorratshaltung betrifft sowohl Rohstoffe, Hilfsstoffe, Betriebsstoffe und Halbfertigprodukte, die im Unternehmen weiterverarbeitet werden, als auch Fertigprodukte, die weiterverkauft werden.
Besonders für Handelsunternehmen ist die Lagerumschlagshäufigkeit eine wichtige Kennzahl zur Ermittlung des Beitrags der Handelswaren zum Betriebserfolg. Wegen der Differenzierungsmöglichkeit der Lagerumschlagshäufigkeiten nach Sortiment (Artikel, Artikelgruppen oder Warenarten) und Betrieben (z. B. Filialen) sind diese Kennzahlen im Sinne des strategischen Managements nützliche Indikatoren für Stärken und Schwachstellen des Handelsunternehmens. Die auf den Gesamtbetrieb bezogene Lagerumschlagshäufigkeit eignet sich auch als zwischenbetriebliche Kennzahl für den Betriebsvergleich.
Die Lagerhaltung des Umlaufvermögens unterliegt einer hohen Kapitalbindung, weil die gelagerten Vermögensgegenstände durch Eigen- und/oder Fremdfinanzierung zu finanzieren sind und deshalb Kapitalkosten verursachen. Auch andere Kostenarten können dazu zwingen, die Lagerumschlagshäufigkeit zu verbessern, um nachteilige Kostenbelastungen ausgleichen zu können. Damit ist die Lagerumschlagshäufigkeit auch eine Produktivitätskennzahl, mit der die Ergiebigkeit des Produktionsfaktors Kapital, das in Vorräten gebunden ist, gemessen werden kann.

## Berechnung
Die Lagerumschlagshäufigkeit hängt stets vom betrachteten Zeitraum ab und bezieht sich deshalb auf eine bestimmte Rechnungsperiode. Ausgangspunkt ist der durchschnittliche Lagerbestand, der meist vereinfacht (Annahme einer konstant bleibenden Lagerabgangsgeschwindigkeit) durch das arithmetische Mittel aus Lageranfangs- und Lagerendbestand ermittelt wird:
{\displaystyle {\varnothing \mathrm {Lagerbestand} }={\frac {\mathrm {Lageranfangsbestand} +\mathrm {Lagerendbestand} }{2}}}
Da im Zähler der Bestand und im Nenner die durchschnittliche Menge steht, handelt es sich um eine dimensionslose Kennzahl. Der durchschnittliche Lagerbestand kann genauer berechnet werden, wenn zum Anfangsbestand zwölf Monatsendbestände addiert werden und dann durch dreizehn dividiert wird. Verwendet man die 12-Monatsperiode rollierend, dann werden saisonale Schwankungen des Lagerbestands ausgeglichen:
{\displaystyle {\varnothing \mathrm {Lagerbestand} }={\frac {\mathrm {Anfangsbestand} +\mathrm {Monatsende_{1}} +\mathrm {Monatsende_{2}} +\dotsb +\mathrm {Monatsende_{12}} }{13}}}
In einem weiteren Schritt kann nun die Lagerumschlagshäufigkeit ermittelt werden:
{\displaystyle \mathrm {Lagerumschlagsh{\ddot {a}}ufigkeit} ={\frac {\mathrm {Wareneinsatz} }{\varnothing {\text{Lagerbestand zu Einstandspreisen}}}}}
oder
{\displaystyle \mathrm {Lagerumschlagsh{\ddot {a}}ufigkeit} ={\frac {\mathrm {Lagerabg{\ddot {a}}nge} }{\varnothing \mathrm {Lagerbestand} }}}
oder
{\displaystyle \mathrm {Lagerumschlagsh{\ddot {a}}ufigkeit} ={\frac {\mathrm {Jahresumsatz} }{\varnothing \mathrm {Lagerbestand} }}}
Der Kehrwert der Lagerumschlagshäufigkeit ist die Lagerreichweite, also die Verweildauer der Waren im Lager.

## Betriebswirtschaftliche Aspekte
Die Lagerumschlagshäufigkeit ist vor allem von Bedeutung in Industrie- und Handelsunternehmen mit intensiver Vorratswirtschaft. Je höher die Lagerumschlagshäufigkeit, umso geringer ist die Kapitalbindung und umgekehrt. Das im Lager gebundene Kapital steht den Unternehmen nicht für andere Zwecke (Investitionen, Schuldendienst) zur Verfügung und kann durch eine erhöhte Lagerumschlagshäufigkeit freigesetzt werden. Damit wirkt sich die Lagerumschlagshäufigkeit auch auf die Liquidität eines Unternehmens aus. Eine hohe Lagerumschlagshäufigkeit verbessert auch die Rentabilität und damit den Gewinn. Je höher nämlich bestimmte Kostenarten zu Buche schlagen, umso höher muss die Lagerumschlagshäufigkeit ausfallen. Eine erhöhte Lagerumschlagshäufigkeit kann zur Senkung der Lagerkosten beitragen. Filialisten mit ihren hohen Raumkosten (Mietpreise in bester Geschäftslage) sind auf eine hohe Lagerumschlagshäufigkeit angewiesen, um den nachteiligen Kosteneffekt wieder auszugleichen. Schließlich verkürzt eine hohe Lagerumschlagshäufigkeit auch die Lagerdauer, Lagerreichweite (die Verweildauer von Waren im Lager) und die Reichweite, wodurch wiederum die Lagerrisiken von Verderb, Beschädigung, Schwindung, modischer oder technischer Veralterung sinken.
Bei Handelsunternehmen ist die Lagerumschlagshäufigkeit auch eine Orientierungsgröße für die Kalkulation. Je höher der Lagerumschlag ist, desto geringer kann die Handelsspanne kalkuliert werden, um einen gleichbleibenden Rohertrag für einzelne Artikel, Sortimentsteile oder das gesamte Sortiment zu erzielen.
Die Lagerumschlagshäufigkeit lässt sich verbessern durch die Umstellung auf Just-in-time-Belieferung, Verkürzung der Bestellzyklen bei Lieferanten, Einführung des Versandhandels oder eine konsequente Sortimentspolitik durch „Renner und Penner“-Listen mit Priorisierung von „Schnelldrehern“ und Auslistung von „Langsamdrehern“. Damit kann die Lagerumschlagshäufigkeit auch zur Sortimentsbereinigung führen. Während Discounter eine jährliche Lagerumschlagshäufigkeit von 40 erreichen können, liegt sie im Möbeleinzelhandel bei etwa 3 und bei Juwelieren unter 1. Discounter schlagen bei einer Kennzahl von 40 dementsprechend ihr Warenangebot 40 Mal im Jahr, also mehr als dreimal im Monat, um.
Eine nachhaltige Verbesserung dieser Kennzahl kann sich auch auf das Rating von Unternehmen auswirken.